# Episodi di Moonlighting (terza stagione)
La terza stagione della serie televisiva Moonlighting è composta da 15 episodi ed è stata trasmessa negli Stati Uniti dal 23 settembre 1986 al 5 maggio 1987..
| nº | Titolo originale                        | Titolo italiano                    | Prima TV USA      | Prima TV Italia |
| -- | --------------------------------------- | ---------------------------------- | ----------------- | --------------- |
| 1  | The Son Also Rises                      | Padre e figlio                     | 23 settembre 1986 |                 |
| 2  | The Man Who Cried Wife                  | Mai dire mai                       | 30 settembre 1986 |                 |
| 3  | Symphony in Knocked Flat                | Un destro un po' sinistro          | 14 ottobre 1986   |                 |
| 4  | Yours, Very Deadly                      | Con i più funerei saluti           | 28 ottobre 1986   |                 |
| 5  | All Creatures Great and... Not So Great | Le confessioni di padre Mc Donovan | 11 novembre 1986  |                 |
| 6  | Big Man on Mulberry Street              | L'uomo di Mulberry Street          | 18 novembre 1986  |                 |
| 7  | Atomic Shakespeare                      | La bisbetica quasi domata          | 25 novembre 1986  |                 |
| 8  | It's a Wonderful Job                    | L'angelo custode                   | 16 dicembre 1986  |                 |
| 9  | The Straight Poop                       | Confronto diretto                  | 6 gennaio 1987    |                 |
| 10 | Poltergeist III — Dipesto Nothing       | La casa degli spettri              | 13 gennaio 1987   |                 |
| 11 | Blonde on Blonde                        | Bionda dopo bionda                 | 3 febbraio 1987   |                 |
| 12 | Sam & Dave                              | Sam e Dave                         | 10 febbraio 1987  |                 |
| 13 | Maddie's Turn to Cry                    | L'ora delle decisioni              | 3 marzo 1987      |                 |
| 14 | I Am Curious... Maddie                  | Non sposarti, Maddie!              | 31 marzo 1987     |                 |
| 15 | To Heiress Human                        | Errare è umano                     | 5 maggio 1987     |                 |

## Padre e figlio
- Titolo originale: The Son Also Rises
- Diretto da: Allan Arkush
- Scritto da: Jeff Reno, Ron Osborn

### Trama
Il padre di David contatta suo figlio dopo molto tempo. Il motivo della visita è che il padre di David sta per sposarsi e vuole che il figlio sia il testimone di nozze. Quando David vede la futura sposa, si rende conto di aver avuto una storia di una notte con lei.

## Mai dire mai
- Titolo originale: The Man Who Cried Wife
- Diretto da: Christian Nyby
- Scritto da: Kerry Ehrin

### Trama
Durante una lite, un uomo uccide la moglie e la seppellisce in un bosco. Tuttavia, quando il giorno dopo inizia a ricevere telefonate dalla donna, l'uomo cerca di disseppellire il suo corpo, ma scopre che è scomparso. Decide quindi di chiedere aiuto all'agenzia Blue Moon per ritrovarla.

## Un destro un po' sinistro
- Titolo originale: Symphony in Knocked Flat
- Diretto da: Paul Lynch
- Scritto da: Dale Gelineau e Pauline Miller

## Con i più funerei saluti
- Titolo originale: Yours, Very Deadly
- Diretto da: Christian Nyby
- Scritto da: Roger Director

## Le confessioni di padre Mc Donovan
- Titolo originale: All Creatures Great and... Not So Great
- Diretto da: Christian Nyby
- Scritto da: Charles Eglee, Eric Blakeney e Gene Miller

## L'uomo di Mulberry Street
- Titolo originale: Big Man on Mulberry Street
- Diretto da: Christian Nyby
- Scritto da: Karen Hall

## La bisbetica quasi domata
- Titolo originale: Atomic Shakespeare
- Diretto da: Will Mackenzie
- Scritto da: Ron Osborn e Jeff Reno

## L'angelo custode
- Titolo originale: It's a Wonderful Job
- Diretto da: Ed Sherin
- Scritto da: Debra Frank e Carl Sautter

## Confronto diretto
- Titolo originale: The Straight Poop
- Diretto da: Jay Daniel
- Scritto da: Glenn Gordon Caron

## La casa degli spettri
- Titolo originale: Poltergeist III — Dipesto Nothing
- Diretto da: Christopher Hibler
- Scritto da: Karen Hall e Charles Eglee

## Bionda dopo bionda
- Titolo originale: Blonde on Blonde
- Diretto da: Jay Daniel
- Scritto da: Kerry Ehrin

## Sam e Dave
- Titolo originale: Sam & Dave
- Diretto da: Sam Weisman
- Scritto da: Roger Director, Charles Eglee, Karen Hall, Jeff Reno e Ron Osborn

## L'ora delle decisioni
- Titolo originale: Maddie's Turn to Cry
- Diretto da: Allan Arkush
- Scritto da: Roger Director, Charles Eglee, Karen Hall, Jeff Reno e Ron Osborn

## Non sposarti, Maddie!
- Titolo originale: I Am Curious... Maddie
- Diretto da: Allan Arkush
- Scritto da: Glenn Gordon Caron, Roger Director, Charles Eglee, Karen Hall, Jeff Reno e Ron Osborn

## Errare è umano
- Titolo originale: To Heiress Human
- Diretto da: Sam Weisman
- Scritto da: Kerry Ehrin